# Jean Guillaume Taillefer
Jean Guillaume Taillefer, né le 1er juillet 1764 à Domme (généralité de Bordeaux, actuel département de la Dordogne), mort le 15 avril 1835 dans la même ville, est un homme politique de la Révolution française.

## Carrière politique
Taillefer est médecin dans sa ville natale et administrateur du district de Sarlat lorsqu'il est élu, le deuxième sur dix, député de la Dordogne en septembre 1791 à l'Assemblée nationale législative. Il vote en faveur de la mise en accusation de Bertrand de Molleville, ministre de la Marine, le 1er février 1792, et en faveur de la mise en accusation de Lafayette le 8 août.
Il est réélu député en septembre 1792 à la Convention nationale, le cinquième sur les dix élus de la Dordogne. Il siège au Comité des Secours publics au début de la session parlementaire.
Taillefer siège sur les bancs de la Montagne. Il vote la mort sans conditions lors du procès de Louis XVI, rejette la mise en accusation de Marat et vote contre le rétablissement de la Commission des Douze. Entre août 1793 et brumaire an II (novembre 1793), il est envoyé en mission dans les départements de l'Aveyron, du Cantal et du Lot afin d'accélérer la levée en masse. Il informe la Convention de la tentative d'assassinat de Cécile Renault contre Robespierre.
Bien qu'il ne soit pas touché par la loi du 12 janvier 1816, n'ayant pas adhéré à l'Acte additionnel durant les Cent-Jours, il s'exile aux Pays-Bas et en Louisiane. Il revient en France en 1819 et meurt dans sa ville natale.

## Sources
- « Jean Guillaume Taillefer », dans Adolphe Robert et Gaston Cougny, Dictionnaire des parlementaires français, Edgar Bourloton, 1889-1891 [détail de l’édition]